# Stowarzyszenie Dante Alighieri

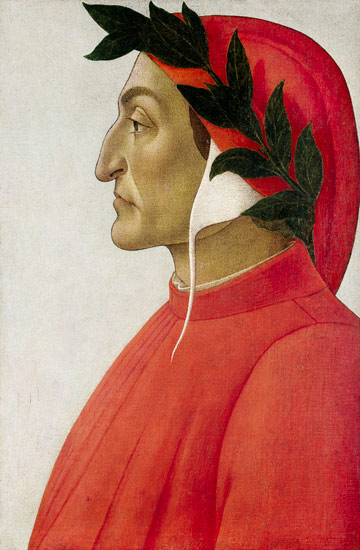
Dante Alighieri

Stowarzyszenie Dante Alighieri (SDA; po włosku: Società Dante Alighieri), albo Towarzystwo Dante Alighieri – włoska instytucja kulturalna, której celem jest ochrona i rozpowszechnianie języka i kultury włoskiej na świecie. Jest częścią Stowarzyszenia Narodowych Instytutów Kultury Unii Europejskiej (EUNIC).

## Historia
Stowarzyszenie zostało założone w 1889 r. przez grupę intelektualistów pod przewodnictwem Giosuè Carducciego, który wydał „Manifest do Włochów”. Została ustanowiona jako fundacja dekretem królewskim nr 347 z dnia 18 lipca 1893 r., a dekretem ustawodawczym nr 186 z dnia 27 lipca 2004 r. została sklasyfikowana jako Organizacja pożytku publicznego (OPP).
Historia Stowarzyszenia jest ściśle związana z włoską kulturą i tradycją okresu po Zjednoczeniu Włoch (Risorgimento). Stowarzyszenie świadomie zainspirowało się spuścizną kulturową i językową Risorgimento i skoncentrowało się na promocji włoskiego dziedzictwa kulturowego we Włoszech i na świecie.
Głównym celem SDA, jak stwierdzono w art. 1 statutu, jest „ochrona i rozpowszechnianie języka i kultury włoskiej na całym świecie, ożywianie duchowych więzi rodaków za granicą z ich ojczyzną oraz pielęgnowanie wśród obcokrajowców miłości i kultu włoskiej cywilizacji”.
Aby osiągnąć te cele, Stowarzyszenie Dante Alighieri opiera się na prawie 500 komitetach, z których 400 działa za granicą.
Komitety organizują kursy języka włoskiego i różnego rodzaju wydarzenia kulturalne, od sztuki figuratywnej, muzyki, sportu po kino, teatr, modę i literaturę. Za pośrednictwem komitetów zagranicznych „Dante Alighieri” zakłada również szkoły, biblioteki, rozpowszechnia książki i publikacje, promuje konferencje, wycieczki kulturalne oraz wydarzenia artystyczne i muzyczne, a także przyznaje nagrody i stypendia.
Siedziba główna SDA znajduje się w Rzymie, w Palazzo Firenze. Prezesem Stowarzyszenia od marca 2015 r. jest Andrea Riccardi.

## Certyfikat znajomości języka włoskiego PLIDA

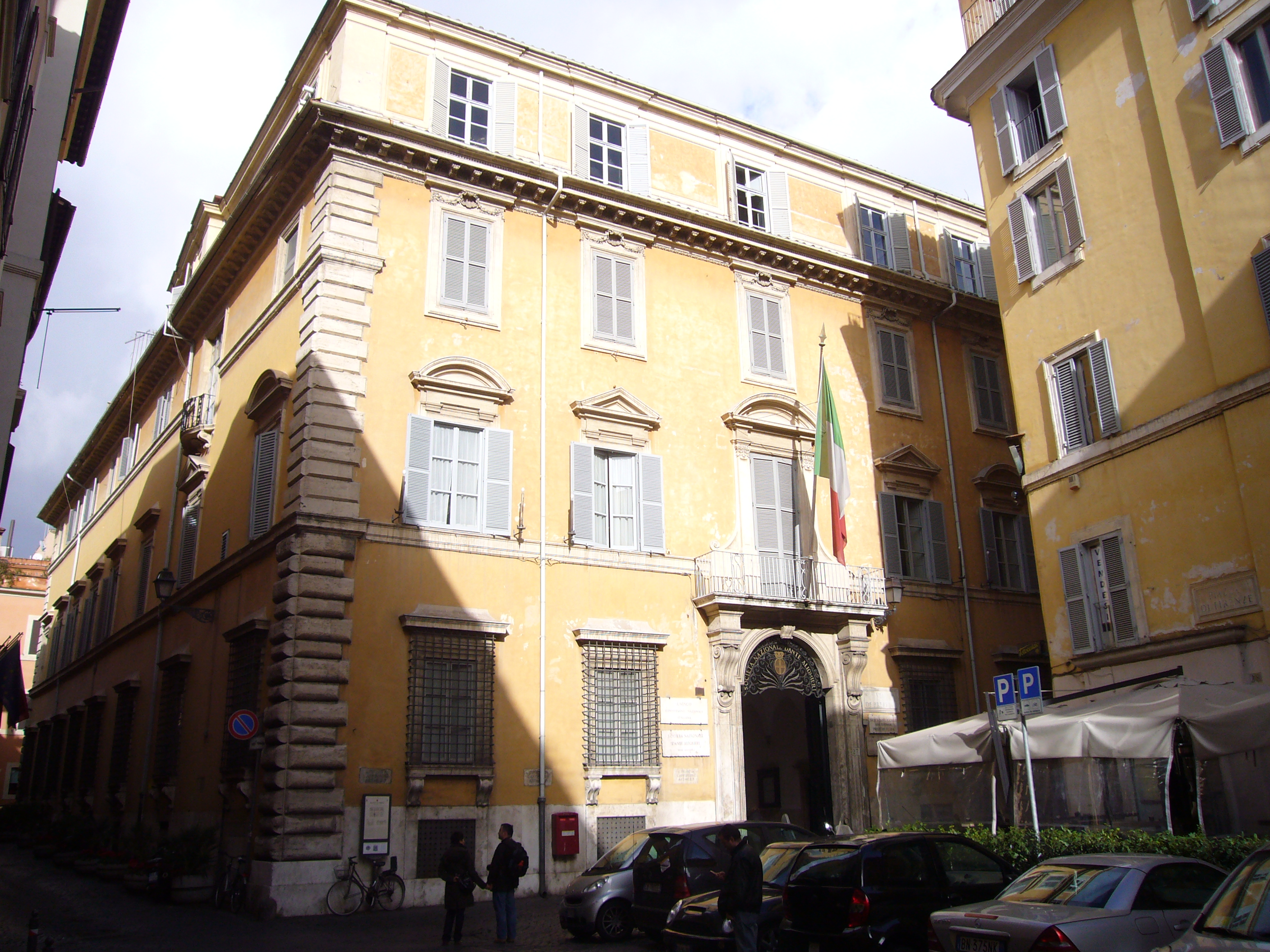
Palazzo Firenze w Rzymie jest od 1926 roku siedzibą Stowarzyszenia Dante Alighieri.

Konwencja nr 1903 z 4 listopada 1993 podpisana przez Włoskie Ministerstwo Spraw Zagranicznych nadaje prawo Stowarzyszeniu Dante Alighieri do certyfikacji jakości języka włoskiego autorskim certyfikatem PLIDA (Projekt Języka Włoskiego Dante Alighieri). Certyfikat PLIDA jest międzynarodowo uznawany: we Włoszech przez Włoskie Ministerstwo Pracy i Polityki Społecznej (dekret 18/10/2002) oraz przez Włoskie Ministerstwo Edukacji, Uniwersytetów i Badań (konwencja 11/2/2004) i w Polsce przez Ministerstwo Edukacji Narodowej i Ministerstwo Spraw Zagranicznych. PLIDA poświadcza kompetencje w zakresie znajomości języka włoskiego jako języka obcego w ramach sześciopoziomowej skali zgodnej z kryteriami ustanowionymi przez Radę Europy.

## Wyróżnienia
Asteroida 348239 Societadante została zadedykowana Stowarzyszeniu.